# Sámiid ædnan (sång)
"Sámiid ædnan" var Norges bidrag till Eurovision Song Contest 1980, och sjöngs av Sverre Kjelsberg och Mattis Hætta. Sverre Kjelsberg sjöng på norska, medan Mattis Hætta bidrog med jojk, en samisk form av sång utan ord. Sångtiteln är nordsamiska för "det samiska hemlandet".
Sången är inspirerad av den samiska självstyrelserörelsen i Nordnorge, och duon sjöng om kraven på självstyre. Sångtexten nämner också den traditionella jojken, som beskrivs som "starkare än krut". Textstycket "framførr tinget der dem satt, hørtes joiken dag og natt" (framför parlamentet där de satt, hördes jojken dag och natt), refererar till en hungerstrejk som inträffade framför Norges parlamentsbyggnad, Stortinget, i samband med Altakonflikten.
Låten startade som nummer 11 den kvällen, efter Finlands Vesa-Matti Loiri med "Huilumies" och före Västtysklands Katja Ebstein med "Theater". Då omröstningen var över, hade låten fått sammanlagt 15 poäng och hamnade på 16 plats av 19 bidrag.
2011 kunde ett utdrag ur sången höras sjungas av figurerna i trailern till filmen The Thing.

## Listplaceringar
| Lista (1980) | Topplacering |
| ------------ | ------------ |
| Norge        | 1            |

### Fotnoter
1. ↑  ”Listplacering”. http://norwegiancharts.com/showitem.asp?interpret=Sverre+Kjelsberg+%26+Mattis+H%E6tta&titel=S%E1miid+%C6dnan&cat=s. Läst 14 maj 2011.